# Arquidiócesis de Mérida
La arquidiócesis de Mérida (en latín: Archidioecesis Emeritensis in Venetiola) es una circunscripción eclesiástica de la Iglesia católica en Venezuela. Se trata de una arquidiócesis latina, sede metropolitana de la provincia eclesiástica de Mérida. Desde el 31 de enero de 2023 su arzobispo es Helizandro Terán Bermúdez, de la Orden de San Agustín.

## Territorio y organización

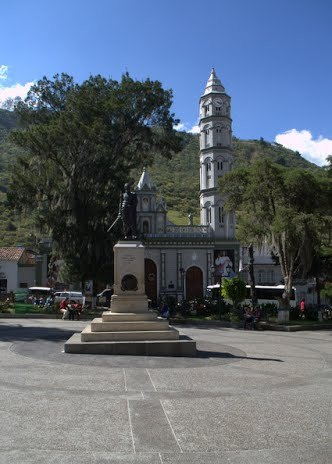
Basílica de Santa Lucía, en Timotes

La arquidiócesis tiene 8109 km² y extiende su jurisdicción sobre los fieles católicos de rito latino residentes en 17 municipios del estado Mérida: Andrés Bello, Antonio Pinto Salinas, Aricagua, Arzobispo Chacón, Campo Elías, Cardenal Quintero, Guaraque, Libertador, Miranda, Pueblo Llano, Santos Marquina, Tovar, Padre Noguera, Rangel, Rivas Dávila, Sucre y Zea. 
La sede de la arquidiócesis se encuentra en la ciudad de Mérida, en donde se halla la Catedral basílica de la Inmaculada Concepción. En Timotes se encuentra la basílica de Santa Lucía.
La arquidiócesis tiene como sufragáneas a las diócesis de: Barinas, Guasdualito, San Cristóbal de Venezuela y Trujillo.
En 2021 en la arquidiócesis existían 70 parroquias.

## Historia

### Diócesis
La diócesis de Mérida de Maracaibo fue erigida el 16 de febrero de 1778 mediante la bula Magnitudo divinae bonitatis del papa Pío VI, obteniendo el territorio de la arquidiócesis de Santafé en Nueva Granada (hoy arquidiócesis de Bogotá), de la que originalmente era sufragánea, y de la diócesis de Venezuela (hoy arquidiócesis de Caracas). La jurisdicción inicial abarcaba los territorios dependientes de las ciudades de Mérida, La Grita, Barinas, Pedraza, Maracaibo, Trujillo, Coro, y la villa de San Cristóbal.
El 12 de marzo de 1789 el rey de España dispuso que la ciudad de Pamplona y la parroquia de San José de Cúcuta fueran transferidas a la diócesis desde la arquidiócesis de Santafé en Nueva Granada.
El 29 de marzo de 1785 el primer obispo de la diócesis, Juan Ramos de Lora, dispuso la erección del seminario diocesano, el cual fue inaugurado el 1 de noviembre de 1790.
El 24 de noviembre de 1803, mediante la bula In universalis Ecclesiae regimine del papa Pío VII, la diócesis pasó a formar parte de la provincia eclesiástica de la arquidiócesis de Caracas.
Luego de la disolución de la Gran Colombia y el establecimiento en 1830 del Estado de Venezuela, en 1832 las áreas de Pamplona y Cúcuta (que quedaron en territorio de Colombia) retornaron a la arquidiócesis de Bogotá.
En 1833 se introdujo en Venezuela una ley sobre el patronato eclesiástico, según la cual los obispos eran nombrados por el parlamento nacional. Esta ley provocó frecuentes conflictos entre el Estado y la Iglesia, que resultaron en largos períodos de sede vacante también para la diócesis de Mérida.
El 7 de marzo de 1863 cedió partes de su territorio para la erección por el papa Pío IX de las diócesis (hoy ambas arquidiócesis) de Barquisimeto (mediante la bula Ad universam) y Calabozo.
El 28 de julio de 1897 cedió una porción de su territorio para la erección de la diócesis de Zulia (hoy arquidiócesis de Maracaibo) mediante la bula Supremum catholicam del papa León XIII.
El 12 de octubre de 1922 cedió otra porción de su territorio para la erección de la diócesis de San Cristóbal de Venezuela mediante la bula Ad munus del papa Pío XI.

### Arquidiócesis
El 11 de junio de 1923 la diócesis fue elevada al rango de arquidiócesis metropolitana mediante la bula Inter praecipuas del papa Pío XI.
Nuevas cesiones territoriales tuvieron lugar el:
- 4 de junio de 1957 para la erección de la diócesis de Trujillo mediante la bula In maximis officii del papa Pío XII;[10]
- 23 de julio de 1965 para la erección de la diócesis de Barinas mediante la bula Apostolicum munus del papa Pablo VI;[11]
- 7 de julio de 1994 para la erección de la diócesis de El Vigía-San Carlos del Zulia mediante la bula Sacrorum Antistites del papa Juan Pablo II.[12]

## Estadísticas
Según el Anuario Pontificio 2022 la arquidiócesis tenía a fines de 2021 un total de 640 900 fieles bautizados.
| Año                                                                             | Población            | Población | Población      | Sacerdotes | Sacerdotes    | Sacerdotes    | Bautizados por sacerdote | Diáconos permanentes | Religiosos | Religiosos | Parroquias |
| Año                                                                             | Bautizados católicos | Total     | % de católicos | Total      | Clero secular | Clero regular | Bautizados por sacerdote | Diáconos permanentes | Varones    | Mujeres    | Parroquias |
| ------------------------------------------------------------------------------- | -------------------- | --------- | -------------- | ---------- | ------------- | ------------- | ------------------------ | -------------------- | ---------- | ---------- | ---------- |
| 1950                                                                            | 454 000              | 455 000   | 99.8           | 89         | 65            | 24            | 5101                     |                      | 48         | 132        | 77         |
| 1966                                                                            | 261 200              | 262 000   | 99.7           | 84         | 52            | 32            | 3109                     |                      | 28         | 139        | 38         |
| 1970                                                                            | 260 000              | 270 668   | 96.1           | 74         | 41            | 33            | 3513                     |                      | 38         | 204        | 41         |
| 1976                                                                            | 377 000              | 380 000   | 99.2           | 92         | 62            | 30            | 4097                     |                      | 44         | 206        | 54         |
| 1980                                                                            | 446 000              | 450 000   | 99.1           | 81         | 57            | 24            | 5506                     |                      | 31         | 190        | 47         |
| 1990                                                                            | 607 000              | 612 396   | 99.1           | 100        | 60            | 40            | 6070                     |                      | 56         | 245        | 65         |
| 1999                                                                            | 533 072              | 543 545   | 98.1           | 112        | 75            | 37            | 4759                     |                      | 55         | 200        | 51         |
| 2000                                                                            | 543 487              | 554 931   | 97.9           | 86         | 60            | 26            | 6319                     | 2                    | 43         | 232        | 51         |
| 2001                                                                            | 547 349              | 564 277   | 97.0           | 114        | 78            | 36            | 4801                     | 2                    | 54         | 232        | 52         |
| 2002                                                                            | 516 341              | 573 712   | 90.0           | 115        | 78            | 37            | 4489                     | 2                    | 60         | 237        | 54         |
| 2003                                                                            | 530 798              | 589 775   | 90.0           | 125        | 86            | 39            | 4246                     | 2                    | 69         | 240        | 61         |
| 2004                                                                            | 543 118              | 603 464   | 90.0           | 128        | 84            | 44            | 4243                     | 3                    | 67         | 269        | 62         |
| 2013                                                                            | 625 000              | 696 000   | 89.8           | 136        | 93            | 43            | 4595                     | 18                   | 84         | 192        | 62         |
| 2016                                                                            | 595 910              | 701 070   | 85.0           | 132        | 97            | 35            | 4514                     | 25                   | 56         | 225        | 63         |
| 2019                                                                            | 625 828              | 725 251   | 86.3           | 127        | 101           | 26            | 4927                     | 22                   | 47         | 157        | 64         |
| 2021                                                                            | 640 900              | 743 100   | 86.2           | 130        | 95            | 35            | 4930                     | 20                   | 74         | 199        | 70         |
| Fuente: Catholic-Hierarchy, que a su vez toma los datos del Anuario Pontificio. |                      |           |                |            |               |               |                          |                      |            |            |            |

## Episcopologio

### Obispos
- Juan Ramos de Lora, O.F.M. † (23 de septiembre de 1782-9 de noviembre de 1790 falleció)
- Cándido Manuel de Torrijos, O.P. † (19 de diciembre de 1791-20 de noviembre de 1794 falleció)
- Antonio Ramón de Espinosa y Lorenzo, O.P. † (18 de diciembre de 1795-23 de septiembre de 1800 falleció)
- Santiago Hernández Milanés † (20 de julio de 1801-26 de marzo de 1812 falleció)
  - Sede vacante (1812-1816)
- Rafael Lasso de la Vega y de la Rosa † (8 de marzo de 1816-15 de diciembre de 1828 nombrado obispo de Quito)
- José Buenaventura Arias Bergara † (22 de diciembre de 1828-21 de noviembre de 1831 falleció)
  - Sede vacante (1831-1836)
- José Vicente de Unda † (11 de julio de 1836-19 de julio de 1840 falleció)
- Juan Hilario Bosset † (27 de enero de 1842-26 de mayo de 1873 falleció)
  - Sede vacante (1873-1880)
- Román Lovera † (20 de agosto de 1880-13 de abril de 1892 falleció)
  - Sede vacante (1892-1894)
- Antonio Ramón Silva † (21 de mayo de 1894-11 de junio de 1923 nombrado arzobispo)

### Arzobispos
- Antonio Ramón Silva † (11 de junio de 1923-1 de agosto de 1927 falleció)
- Acacio Chacón Guerra † (1 de agosto de 1927 por sucesión-15 de diciembre de 1966 retirado[nota 1])
- José Rafael Pulido Méndez † (22 de noviembre de 1966 por sucesión-30 de agosto de 1972 falleció)
- Ángel Pérez Cisneros † (30 de agosto de 1972 por sucesión-20 de agosto de 1979 renunció)
- Miguel Antonio Salas Salas, C.I.M. † (20 de agosto de 1979-30 de octubre de 1991 retirado)
- Baltazar Enrique Porras Cardozo (30 de octubre de 1991-31 de enero de 2023 retirado[nota 2])
- Helizandro Terán Bermúdez, O.S.A., por sucesión el 31 de enero de 2023